# Birger von Brömssen
Gerhard Birger von Brömssen, född 1 februari 1894 i Västerlanda, död 14 april 1990 i Johanneberg, Göteborg, var en svensk konstnär. Han var far till Tomas von Brömssen.
von Brömssen studerade konst vid Valands målarskola i Göteborg. Hans konst består av figursaker, barn, djurtavlor och landskapsmålningar, många gånger med en humoristisk underton. von Brömssen är representerad vid bland annat Vänersborgs museum. Han är gravsatt i minneslunden på Västra kyrkogården i Göteborg.